# Erdachse

Drehung der Erde um ihre Achse

Die Erdachse ist die Rotationsachse der Erde. Sie verläuft durch den Massenmittelpunkt des Erdkörpers, das Geozentrum. Im Rahmen des äquatorialen Koordinatensystems nennt man sie gelegentlich auch Himmelsachse.
- Ihre Schnittpunkte mit der Erdoberfläche legen den geografischen Nord- und Südpol fest. Die magnetischen Pole hängen dagegen nicht direkt mit der Lage der Erdachse zusammen.
- Ihre Schnittpunkte mit der (fiktiven) Himmelskugel bilden den nördlichen und südlichen Himmelspol. Der Himmelsnordpol fällt gegenwärtig fast mit dem Polarstern zusammen.
- Die Erdachse definiert als Normale im Erdmittelpunkt eine Ebene, diese heißt Äquatorialebene.

Als Folge der Achsenneigung von 66,56° gegenüber der Ekliptikalebene (der mittleren Bahnebene der Erde) – das ist der Komplementärwinkel zur Erdneigung von 23,44° zwischen Äquator und Ekliptik – gibt es die Jahreszeiten.

## Präzession
Die Rotationsachse der Erde bleibt auf deren Bahn um die Sonne während eines Jahres in guter Näherung parallel zu sich selbst. Abweichungen davon sind im Folgenden beschrieben.
Weil die Erde von der Kugelgestalt abweicht (Erdabplattung 1:298 oder 21 Kilometer), unterliegt sie kippenden Kräften von Mond und Sonne. Als Folge verlagert sich die Erdachse lang- und kurzperiodisch gegenüber dem Fundamentalsystem (himmelsfestes Koordinatensystem), was sich als Präzession und Nutation niederschlägt.
Die Präzession bewirkt in 25 800 Jahren einen Umlauf der Erdachse auf einem Kegelmantel um den Pol der Ekliptik. Der Kegel hat einen halben Öffnungswinkel von 23,44° (Ekliptikschiefe), der langsame Zyklus der Präzession wird auch Platonisches Jahr genannt. Die Astronomen und Geodäten berücksichtigen diesen Zyklus in Form einer Veränderung des Frühlingspunktes, der langsam durch die Sternbilder des Tierkreises wandert. Seit der Antike hat er sich vom Widder in die Fische verlagert, und in 13.000 Jahren wird nicht der Polarstern über dem Nordpol stehen, sondern der helle Stern Wega.
Der Präzessionskegel ist allerdings nicht glatt, sondern etwas gewellt, weil sich der Präzession die Nutation überlagert. Diese wird von der Neigung der Mondbahn verursacht (etwa 5° zur Ekliptik, die Schnittpunkte nennt man Mondknoten), die in 18,5 Jahren einen Umlauf der lunisolaren Präzession macht. Die Deklinationsamplitude des Mondes variiert zwischen 18° und 29°. Dies führt dazu, dass sich während eines Umlaufs der Mondknoten der 23°-Kegel „verbiegt“ und zwar um etwa ±20″. Dazu kommen noch Einflüsse der Planeten und kleine, rasch veränderliche Effekte mit Perioden zwischen 1 Monat und 5 Tagen.

## Verlagerung im Erdkörper
Gegenüber einem mit der Erde verbundenen Koordinatensystem, in dem Nord- und Südpol unveränderliche Koordinaten haben, vollzieht die wahre Erdachse ebenfalls periodische Bewegungen. Sie sind aber relativ klein, werden Polbewegungen genannt und von internationalen Diensten überwacht. Sie werden vor allem durch Massenverlagerungen im Inneren der Erde, in den Ozeanen und in der Atmosphäre verursacht und betragen bis zu 0,25 Bogensekunden, was auf der Erdoberfläche etwa 9 Metern entspricht. Die beiden größten Signalanteile haben Perioden von 435 Tagen (Chandler-Schwingung) und 365 Tagen (Jahresschwingung) mit Amplituden von ungefähr 6,3 beziehungsweise 3,2 Metern. Diese Variationen werden von kleineren Schwingungen mit Perioden von wenigen Stunden bis zu Jahrzehnten überlagert. Spontane Verlagerungen mit Amplituden von einigen Zentimetern wurden beispielsweise durch das Seebeben ausgelöst, das am 26. Dezember 2004 im Indischen Ozean vor der indonesischen Insel Sumatra stattfand. Das Erdbeben in Chile 2010 hatte möglicherweise eine Verschiebung der Erdachse um ca. 8 Zentimeter zur Folge, das Tōhoku-Erdbeben von 2011 vielleicht sogar um 10 cm.
Eine Studie kam zum Schluss, dass auch die Grundwasserentnahme, die in der Folge zu einer Erhöhung des Meeresspiegels führt, eine Verschiebung der Erdrotationsachse bewirkt. Der Nordpol habe sich dadurch von 1993 bis 2010 um insgesamt knapp 80 Zentimeter verschoben.
Auch hat sich im Laufe der Erdgeschichte die Erdachse (kontinuierlich) verschoben.
Änderungen der Erdrotationsachse beeinflussen – ebenso wie solche der Ekliptikschiefe oder Formänderungen (Exzentrizität) der Erdumlaufbahn um die Sonne – die von der Erde absorbierte Sonnenstrahlung und ihre geografische Verteilung. Damit sind Einflüsse auf den Verlauf der Jahreszeiten und auf das weltweite Klima möglich, was zur Auslösung oder Verstärkung von Warm- oder Eiszeiten beitragen kann (vgl. Milanković-Zyklen).
Die genaue Kenntnis der Lage der Erdrotationsachse ist neben der Astronomie auch für die Navigation mit Satelliten und für die Raumfahrt unverzichtbar. Würde die aktuelle Pollage nicht berücksichtigt, wären Positionierungsfehler von über zehn Metern die Folge, die sich z. B. bei Raumflügen auf ein Vielfaches davon vergrößern würden. Die Beobachtung der Erdrotation und die Bereitstellung der sogenannten Erdrotationsparameter sind zentrale Aufgaben der Geodäsie und erlauben auch geophysikalische Rückschlüsse auf das Erdinnere.